# Comptabilité-contrôle-audit
Ne doit pas être confondu avec Master comptabilité contrôle audit.
Pour les articles homonymes, voir CCA.
Comptabilité contrôle audit (ou CCA) est une revue scientifique française qui publie des articles dans le domaine de la recherche comptable contemporaine.

## Présentation
Fondée en 1995 par l'Association française de comptabilité (devenue depuis « Association francophone de comptabilité »), la revue CCA s'adresse aux enseignants-chercheurs et aux professionnels de la comptabilité.
Uniquement francophone à l'origine, la revue accepte, depuis 2011, les articles scientifiques en anglais.
CCA est classée par le CNRS dans les publications recensées par la section 37 « économie et gestion », ainsi que par la Fnege et l'AÉRES. En 2013, la revue a intégré le Social Sciences Citation Index et le Journal Citation Reports.

## Anciens rédacteurs en chef
- Bernard Colasse (1995-1998)
- Jean-Louis Malo (1998-2001)
- Yves Dupuy (2001-2004)
- Christian Hoarau (2004-2007)
- Robert Teller (2005-2009)
- Marc Nikitin (2007-2011)
- Hervé Stolowy (2009-2013)
- Nicolas Berland (2012-2015)
- Charles Piot (2012-2016)
- Aude Deville (2016-2019)
- Vedran Capkun (2018-2020)
- Isabelle Martinez (2016-2020)